# Belle et Sébastien (serie televisiva 1965)
Belle et Sébastien è una serie televisiva francese, tratta dal romanzo Belle e Sebastien scritto da Cécile Aubry. La serie, prodotta da Étienne Laroche e realizzata in bianco e nero, si sviluppa in 13 episodi di 26 minuti e fu trasmessa per la prima volta nel 1965 in Svizzera sulla TSR e in Francia sul primo canale della ORTF.
Successivamente fu doppiata in inglese e trasmessa su BBC One nel 1967. In Italia la serie fu condensata in sei episodi e trasmessa nel 1967 con il titolo Avventure in montagna; fu mandata in onda per la prima volta la domenica sera sul Secondo Canale a partire dal 26 febbraio e fu poi ritrasmessa successivamente il sabato pomeriggio sul Programma Nazionale (nell'ambito della TV dei ragazzi) a partire dal 7 ottobre.

## Episodi
| Nº | Titolo originale         | Titolo italiano | Prima TV Svizzera | Prima TV Italia  |
| -- | ------------------------ | --------------- | ----------------- | ---------------- |
| 1  | La rencontre             |                 | 13 marzo 1965     |                  |
| 2  | Le refuge du Grand-Baou  | Il rifugio      | 18 marzo 1965     | 26 febbraio 1967 |
| 3  | La battue                |                 | 19 marzo 1965     |                  |
| 4  | L'étranger               | Il forestiero   | 20 marzo 1965     | 5 marzo 1967     |
| 5  | La valise de Norbert     |                 | 25 marzo 1965     |                  |
| 6  | La patrouille de douane  |                 | 26 marzo 1965     |                  |
| 7  | La piste du grand défilé |                 | 27 marzo 1965     |                  |
| 8  | La veillée de Noël       |                 | 30 marzo 1965     |                  |
| 9  | Le jour de Noël          |                 | 1º aprile 1965    |                  |
| 10 | L'incendie               |                 | 3 aprile 1965     |                  |
| 11 | L'avalanche              |                 | 6 aprile 1965     |                  |
| 12 | L'enquête                |                 | 8 aprile 1965     |                  |
| 13 | La Preuve                |                 | 10 aprile 1965    |                  |

## Seguiti
La serie ebbe due seguiti, entrambi di 13 episodi, intitolati Sébastien parmi les hommes e Sébastien et la Mary-Morgane.